# (3017) Petrovič
(3017) Petrovič – planetoida z pasa głównego asteroid okrążająca Słońce w ciągu 4 lat i 77 dni w średniej odległości 2,61 j.a. Została odkryta 25 października 1981 roku w Obserwatorium Kleť w pobliżu Czeskich Budziejowic przez Antonína Mrkosa. Nazwa planetoidy pochodzi od Štefana Petroviča (ur. 1906), słowackiego klimatologa. Przed nadaniem nazwy planetoida nosiła oznaczenie tymczasowe (3017) 1981 UL.